# 资水
资水又称资江，湖南四水之一，也长江的主要支流。
资水分左源与右源，右源即夫夷水，源于广西壮族自治区的资源县越城岭，流经资源:262、湖南新宁、邵阳县。左源为赧水，源于城步苗族自治县青界山黄马界，流经武冈市、隆回县等县市。两水在邵阳县双江口汇合后称为“资水”。流经邵阳县、新邵县、冷水江市、新化县、安化县和桃江县等县，至益阳市甘溪港注入洞庭湖。干流长度653公里，流域面积28142平方公里，其中在湖南26738平方公里，多年平均径流量217亿立方米。
干流西侧山脉迫近，流域成狭带状；上、中游河道弯曲多险滩，穿越雪峰山一段，陡险异常，有“滩河”、“山河”之称。

## 水系支流
- 赧水
- 蓼水(又名高沙水)
- 平溪江(又名洞口水)
- 夫夷水（又名扶夷水、罗江、古名夫水）
- 邵水（又名邵陵水）
- 大洋江（又名芷溪、亦称云溪）
- 油溪
- 渠江
- 伊水（又名敷溪）
- 沂溪
- 桃花江（又名獭溪、杨柳溪）
- 志溪